# Reinhard Hardegen
Reinhard Hardegen (Bremen, 18 maart 1913 – aldaar, 9 juni 2018) was tijdens de Tweede Wereldoorlog een Duitse U-bootcommandant en Korvettenkapitän bij de Kriegsmarine. Hardegen bracht 22 schepen, in totaal 115.656 bruto registerton (BRT), tot zinken hetgeen hem de 24e meest succesvolle commandant in de Tweede Wereldoorlog maakte. Na de oorlog bracht hij een jaar in Britse krijgsgevangenschap door, voordat hij een succesvolle onderneming in de olie-industrie in Bremen begon. Daarna zetelde hij meer dan 32 jaar in de Bremische Bürgerschaft. Hij was een efficiënte en effectieve commandant en stond nimmer bekend als een vurige nazi-aanhanger.

## Jeugdjaren
Reinhard Hardegen werd op 18 maart 1913 geboren in Bremen. Hij droomde als kind al van een carrière bij de Duitse Marine. Na de middelbare school monsterde hij aan bij de Kriegsmarine als Seekadett. Hij voer de wereld over met de lichte kruiser Karlsruhe in 1933. In 1935 werd Hardegen overgeplaatst als Marineflieger naar de Kriegsmarine-luchtmacht. Hij werd opgeleid als scheepsarchitect, als waarnemer en daarna als piloot en daarna bevorderd tot luitenant-vlieger op 1 oktober 1936. In 1939 stortte zijn vliegtuig neer en verbleef hij gedurende een half jaar in het ziekenhuis. Later dat jaar verklaarde Hermann Göring dat alle vliegtuigen in Duitse dienst voortaan tot de Luftwaffe behoorden. Hardegen werd vervolgens overgeplaatst naar de U-bootwaffe en kreeg onderricht als U-bootcommandant.

## Tweede Wereldoorlog
Reinhard Hardegen diende als IWO (eerste wachtofficier) onder kapitein-luitenant-ter-zee Georg-Wilhelm Schulz aan boord van de U 124. Na twee oorlogspatrouilles kreeg hij op 11 december 1940 het commando over het type IID U-boot U 147, die voor anker lag in Kiel. De boot was gereed voor zijn eerste patrouille. Na een bezoek aan de U-bootbasis in Bergen kreeg U 147 bevel te patrouilleren op de konvooiroutes ten noorden van de Hebriden. Op de tweede dag van de patrouille vuurde Hardegen een torpedo af op een groot koopvaardijschip die echter niet ontplofte, alvorens hij gedwongen werd om onder te duiken voor een aanstormende Britse torpedojager, die als escortejager fungeerde voor het konvooi. Tijdens de noodduik liep de U-boot schade op aan het torenluik, waardoor de bemanning van de U 147 daaraan noodreparaties op slechts een paar honderd meter van de vijand moest uitvoeren. Door het invallen van de duisternis kon de U-boot zich aan het zicht van de torpedojager onttrekken.
Er lekte water binnen en door de aanval van de jager liepen de dieselmotoren averij op, wat Hardegen dwong zijn elektromotoren te gebruiken toen hij later die nacht een ander vrachtschip zag passeren. Hoewel langzamer, maakte de U-boot toch genoeg snelheid om de afstand te verkleinen voor een geslaagde torpedoaanval. Na het ondervragen van enkele opgepikte Noorse drenkelingen wist Hardegen dat hij het Noorse stoomschip Augvald van 4811 BRT had getorpedeerd. Een paar dagen later ondernam Hardegen opnieuw aanvallen op twee vrachtschepen en ontdekte dat zijn torpedo's niet goed functioneerden omdat ze niet tegen de scheepsrompen explodeerden. Kort daarna keerde hij terug naar Kiel. Na deze patrouille kreeg Hardegen het bevel over de U 123, een type IXB U-boot, en koos zee vanuit Onderzeebootbasis Lorient.
De eerste patrouille van Hardegen met de U 123 begon op 16 juni 1941, met kruisen in de West-Afrikaanse wateren om de Britse scheepvaart rond Freetown aan te vallen. Op 20 juni liet Hardegen per vergissing het neutrale Portugese schip Ganda tot zinken brengen omdat hij haar abusievelijk voor een Brits vrachtschip hield. Admiraal Dönitz liet alle verwijzingen naar dit tot zinken gebracht Portugees schip schrappen uit de annalen van de Zaak-U-123, waarna de zaak weinig aandacht meer trok. Dit was een van de slechts twee bekende wijzigingen in het Kriegstagebuch van Dönitz; de ander werd in verband gebracht met het tot zinken brengen van het passagiersschip SS Athenia. Na hevig tegenvuur van vijandelijke dieptebommen liep de boot averij op en keerde U 123 op 23 augustus terug naar het droogdok van Lorient voor reparaties. Hij bracht vijf schepen tot zinken, in totaal 21.507 BRT.
De volgende patrouille in oktober 1941 bracht haar naar de Noord-Atlantische Oceaan. Op 20 oktober onderschepte hij een geallieerd konvooi en viel de Britse hulpkruiser HMS Aurania (13.984 BRT) aan. Hoewel de kruiser zwaar beschadigd werd zonk hij niet en werd weggesleept naar een haven voor reparaties. Sommige bemanningsleden van de Britse kruiser verlieten het schip en Hardegen pikte een aantal overlevenden op, die als krijgsgevangenen naar Frankrijk werden gevoerd. Een dag later onderschepte hij een ander konvooi, maar werd gedwongen om te duiken voor vijandelijke vliegtuigen, waardoor hij contact met het konvooi verloor. Na enige weken patrouilleren ten zuiden van Groenland keerde de U 123 terug naar Lorient.

## Eerste Paukenschlag-patrouille
Hardegen kampte na de vliegtuigcrash in 1936 met interne verwondingen, o.a. maagbloedingen en een verkort been. Hij werd ongeschikt verklaard voor de U-bootdienst, maar zijn medisch dossier bleef in de ambtelijke molen steken. Dönitz kende Hardegen en zocht naarstig naar een ervaren commandant voor Operatie Paukenschlag, een offensief in de Amerikaanse wateren.
Op 23 december 1941 stak de U 123 de Atlantische Oceaan over voor de eerste fase van Operatie Pauckenschlag. Een wolfpack van vijf U-boten werd naar de Oostkust van de Verenigde Staten gestuurd om te profiteren van de verwarring in de oostelijke Amerikaanse kustverdedigingsnetwerken, kort na het uitbreken van de oorlog tegen de V.S. Hardegen had orders om indien mogelijk de haven van New York binnen te dringen, maar vanwege de haast waarmee de operatie was voorbereid, moest hij zich behelpen met een toeristische gids voor navigatiedoeleinden, in plaats van de gedetailleerde stafkaarten die meestal gebruikt werden voor dergelijke gevaarlijke missies. Na de haven van New York te zijn binnengedrongen torpedeerde Hardegen een koopvaardijschip uit Cape Hatteras.
Op 12 januari 1942 bracht Hardegen het Britse vrachtschip Cyclops (9076 BRT) tot zinken. Op 14 januari naderde hij de haven van New York en Hardegen voer in een gewaagde actie aan de oppervlakte varend de haven binnen. Er was toen aan de Amerikaanse Oostkust nog geen lichtverduistering en zendverbod ingevoerd. De stads- en havenlichten aan de wal hielpen hem enorm met de navigatie door onbekende wateren en tijdens de ochtenduren merkte de U 123 de Noorse tanker Norness (9577 BRT) voor de kust van Long Island op. Hij bracht de tanker weliswaar tot zinken, maar het vergde veel tijd om de vijf torpedo's te lanceren door technische problemen. Na deze treffer besloot hij te duiken om te wachten op de invallende duisternis, voordat hij zich dieper in de haven waagde. Tijdens de nacht van 15 januari kwam Hardegens boot per vergissing bijna in aanvaring met een lichtschip. Hardegen bleef hier echter niet lang rondhangen vanwege het ontbreken van scheepsverkeer. Hij bracht de Britse tanker Coimbra (6768 BRT) tot zinken.
Hardegen keerde vervolgens zuidwaarts langs de oostkust, onder water varend gedurende de dag en de nacht. Afgezien van een luchtaanval op 16 januari, ondervond Hardegen geen tegenstand van de U.S. marine of luchtmacht. Tijdens de nacht van 19 januari bracht Hardegen in ondiepe wateren dicht bij de kust drie vrachtschepen uit Cape Hatteras tot zinken. Een paar uur later viel hij een konvooi bestaande uit vijf handelsschepen aan met zijn laatste twee torpedo's en zijn 105 mm dekkanon, kelderde een vrachtschip en bracht een lege tanker, de Maleis, (8207 BRT) zware averij toe.
Zonder torpedo's en beschadigde dieselmotoren besloot Hardegen tot de terugtocht. Tijdens het ochtendgloren kregen zijn U-boot en de Noorse walvisvaarder Kosmos II (16.699 BRT) visueel contact op slechts 400 meter afstand. De kapitein van de Kosmos II, Einar Gleditsch gaf U 123 geen aanvalskans en stoomde op ramkoers volle kracht vooruit. Hardegen realiseerde dat de walvisjager te dichtbij was om hem aan te vallen en het bleek lastig om op volle snelheid te blijven varen. Met zijn gehavende dieselmotoren beschikte hij over onvoldoende vermogen. De U 123 slaagde er maar ternauwernood in om de Kosmos II te ontwijken en voor te blijven. Het duurde meer dan een uur voor Hardegen genoeg vermogen had om weg te manoeuvreren.
Tijdens de terugreis kelderde Hardegen het Britse vrachtschip Culebra (3400 BRT) op 25 januari met behulp van het dekkanon. De volgende nacht werd de Noorse tanker Pan Norway (9231 BRT) aangevallen en eveneens tot zinken gebracht met het dekkanon. Na de aanval hield Hardegen een neutraal vrachtschip aan om de Noorse overlevenden op over te brengen, maar de Griekse kapitein besloot om weg te varen, vóórdat de gehele Noorse bemanning was overgezet. Tijdens deze patrouille werden negen schepen tot zinken gebracht, in totaal 53.173 BRT, hoewel Hardegen ook de Maleis meerekende wat het totaal op 66.135 BRT bracht. Na het succes van Paukenschlag ontving Hardegen de gelukwensen van Dönitz in een radioboodschap op 20 januari.

An den Paukenschläger Hardegen. Bravo! Gut gepaukt. Dönitz.

Op 23 januari ontving Hardegen een ander radiobericht, met de bevestiging dan hij werd gedecoreerd met het Ridderkruis voor het tot zinken brengen van ruim 100.000 BRT aan vijandelijke schepen. Hij keerde terug naar Lorient op 9 februari, waar hem een heldenontvangst ten deel viel.
In zijn oorlogsdagboek betreurde Reinhard Hardegen het feit dat er niet méér U-boten in de buurt waren. Hij schreef:

Waren er maar tien, of zelfs twintig boten geweest, dan zouden ze allemaal, dat weet ik zeker, net zoveel succes gehad hebben.

## Tweede Paukenschlag-patrouille
Op 2 maart 1942 verliet Hardegen Lorient voor zijn tweede patrouille naar Amerikaanse wateren. De eerste successen werden behaald op 22 en 24 maart, toen Hardegen de Amerikaanse tanker Muskogee (7034 BRT) en de Britse tanker Empire Steel (8150 BRT) kelderde. Tijdens de laatste aanval lanceerde hij vier torpedo's die echter slecht waren gericht. De tanker, met benzine als lading, brandde vijf uur lang maar er werden geen overlevenden opgepikt.
Op 26 maart voerde Hardegen een aanval uit op het Amerikaanse Q-schip (een lokschip tegen U-boten) USS Atik (AK-101) (3000 BRT). De Duitsers veronderstelden dat het een vrachtschip was. Na torpedering van het schip dook Hardegen op om het schip af te maken met het dekkanon en snelvuurbewapening (om kostbare torpedo's te sparen). Maar bij nadering onthaalde de USS Atik hen op kanonvuur van gecamoufleerd geschut en probeerde de U-boot te rammen. De U 123 incasseerde acht treffers en één Duits bemanningslid sneuvelde. Hardegen dook en kelderde het Q-schip met een torpedo.
Voor de kust van Florida ontdekte hij eind maart een konvooi. Op 1 april beschadigde Hardegen de Amerikaanse tanker Liebre (7057 BRT) op 1 april met het dekkanon, maar die diende hem van repliek met haar eigen dekkanon. Vervolgens dwongen aanstormende escorteschepen de Duitsers tot de terugtocht. De Liebre werd op sleeptouw genomen naar een havendok en was weer gereed om uit te varen in juli 1942.
In de nacht van 8 april lag de U 123 gepositioneerd aan de oevers van St. Simons Eiland, Georgia en torpedeerde twee tankers: de SS Oklahoma (9264 BRT) en de Esso Baton Rouge (7989 BRT). De twee tankers werden echter tot zinken gebracht in ondiep water en konden zo worden gelicht en opnieuw in dienst worden gesteld. Tijdens de nacht van 9 april kelderde de U 123 het koelschip SS Esparta (3365 BRT). Op de avond van 11 april torpedeerde de U 123 de SS Gulfamerica (8801 BRT) op ongeveer twee zeemijl uit de kust van Jacksonville, Florida. De SS Gulfamerica werd zo op haar eerste reis van Philadelphia naar Port Arthur (Texas) met 90.000 vaten olie tot zinken gebracht. Nadat hij haar met een torpedo had getroffen, besloot Hardegen haar met zijn dekkanon het genadeschot te geven.
Op de avond van 13 april viel hij het Amerikaanse vrachtschip SS Leslie (2609 BRT) aan met zijn laatste torpedo's. Het schip zonk snel nabij Cape Canaveral. Twee uur na deze aanval nam Hardegen het Zweedse auto-schip Korsholm (5353 BRT) onder vuur die onder Britse chartervlag voer en bracht haar binnen twintig minuten tot zinken. Hardegen zond de volgende radioboodschap naar BdU:

Sieben Tankern schlug sterven letze Stund,
die U-Falle zonk tita.
Zwei Frachter liegen mit auf Grund,
Versenkt vom Paukenschläger.

Tijdens de thuisreis kelderde Hardegen op 16 april het vrachtschip SS Alcoa Guide (4834 BRT) met het dekkanon, 37 mm en 20 mm Flak kanonnen. Op 23 april ontving Hardegen een radioboodschap met de bevestiging dat hij werd onderscheiden met het Eikenloof aan zijn Ridderkruis. Op 2 mei lag U 123 weer in dok bij Lorient en daarmee eindigde Hardegens loopbaan als U-bootcommandant. Vervolgens werd hij uitgenodigd voor een diner met Adolf Hitler, samen met collega-Eikenloofgehuldigde Erich Topp. Tijdens dit etentje bracht Reinhard Hardegen zijn partners in grote verlegenheid door scherpe kritiek te uiten op de beslissing van Der Führer geen prioriteit te geven aan de U-boten, waarop Hitler rood aanliep. Na dit gezellige samenzijn kreeg Hardegen een stevige uitbrander van stafchef Alfred Jodl, waarop Hardegen antwoordde:

De Führer heeft het recht op de waarheid, en ik heb een plicht om te spreken!

## Plichten
Op 31 juli 1942 kreeg Hardegen een instructeurspositie bij de 27. Unterseebootsflottille in Gotenhafen. In maart 1943 werd Kptlt. Hardegen hoofd van de U-boot-Opleiding in de Torpedoschool, Marineschule Mürwik in Flensburg-Mürwik, alvorens hij doorstroomde naar het Torpedowaffenamt (Torpedowapen Afdeling), waar hij zich bezighield met de ontwikkeling van nieuwe akoestische en FAT-torpedo's. In de laatste positie die hij als commandant Marine Bataljon Infanterie Regiment 6 vanaf februari 1945 tot het einde van de oorlog bekleedde, nam zijn eenheid deel aan hevige gevechten tegen de Britten in de omgeving van Bremen, waarbij het leeuwendeel van zijn officieren sneuvelde. Hardegen verklaarde dat hij slechts overleefde, omdat hij voordien werd opgenomen in het ziekenhuis met een ernstig geval van difterie. Tijdens de laatste oorlogsdagen diende Hardegen bij Dönitz' Personeeldienst in Flensburg, alwaar Britse troepen hem krijgsgevangene maakten.

## Latere leven
Na de oorlog werd Hardegen verward met een SS-officier met dezelfde achternaam. Het kostte hem anderhalf jaar om met afdoende bewijsmateriaal te komen om zijn geallieerde ondervragers ervan te overtuigen dat hij een diensttijd als U-bootcommandant achter de rug had. Hij keerde naar huis terug in november 1946 en begon als zakenman. In 1952 richtte hij een oliehandelsmaatschappij op, die hij succesvol uitbouwde. Hardegen was tevens gedurende 32 jaar lid van de Bürgerschaft van Bremen, het deelstaatparlement in zijn geboortestad Bremen.

## Militaire loopbaan
- Seekadett:[2]
- Offiziersanwärter: 1 april 1933[3][1][2]
- Fähnrich zur See: 1 juli 1934[3][1][2]
- Oberfähnrich zur See: 1 april 1936[3][1][2]
- Leutnant zur See: 1 oktober 1936[3][1][2]
- Oberleutnant: 1 juni 1938[3] - 1 april 1938[1][2]
- Kapitänleutnant: 1 december 1940[3][1][2]
- Korvettenkapitän: 1 maart 1944[3][1][2]

## Decoraties
- Ridderkruis van het IJzeren Kruis op 23 januari 1942 als Kapitänleutnant en Commandant van de U-123[4][3][1][2]
- Ridderkruis van het IJzeren Kruis met Eikenloof (nr.89) op 23 april 1942 als Kapitänleutnant en Commandant van de U-123[5][3][1][2]
- IJzeren Kruis 1939, 1e Klasse (23 augustus 1941)[6][3][1]en 2e Klasse (18 september 1940)[6][3][1][2]
- Onderzeebootoorlogsinsigne 1939 op 18 november 1940[6][3][1][2]
- Onderzeebootoorlogsinsigne 1939 met Briljanten op 7 mei 1942[6][3][1][2]
- Kruis voor Oorlogsverdienste, 2e Klasse op 20 april 1944[6][1][2]
- Dienstonderscheiding van Leger en Marine voor (4 dienstjaren) op 1 april 1937[6][1][2]
- Hij werd twee maal genoemd in het Wehrmachtsbericht. Dat gebeurde op:
- 24 januari 1942[1][2][7]
- 14 april 1942[1][2][8]

## U-bootcommando
- U 147 - 11 december 1940 - 4 april 1941
- U 123 - 19 mei 1941 - 31 juli 1942
- Slag om de Atlantische Oceaan (1939-1945)
- Marine Infanterie Regiment 6 - februari–mei 1945